# François Brigneau
Well Allot, dit François Brigneau, né le 30 avril 1919 à Concarneau et mort le 9 avril 2012 à Saint-Cloud, est un ancien collaborationniste, journaliste, écrivain, éditeur et militant d'extrême droite français. Il participe à la fondation du Front national dont il est vice-président de 1972 à 1973.
Il écrit sous le pseudonyme de « Julien Guernec », puis « François Brigneau » ou encore « Mathilde Cruz ».
Il est plusieurs fois condamné pour écrits antisémites.

## Biographie
Issu d'une famille sympathisante de gauche ayant hébergé dans les années 1930 un socialiste autrichien et des Juifs d'Allemagne réfugiés, fils de l'instituteur socialiste puis communiste et syndicaliste Emmanuel Allot (1893-1975), dont il partagea les idées politiques, Well Emmanuel Allot adhère au « Frontisme » de Gaston Bergery en 1937. Il vend alors La Flèche, le journal du mouvement, à la criée.

### Seconde Guerre mondiale
Membre du Rassemblement national populaire (RNP) de Marcel Déat, il s'oriente vers la Collaboration durant la Seconde Guerre mondiale. En juin 1944, au lendemain du débarquement allié en Normandie, il s'engage dans la Milice. Un demi-siècle plus tard, il « tire une certaine gloire » de cet engagement. Arrêté, il est emprisonné à Fresnes où il partage la cellule de Robert Brasillach (plus tard, il appartiendra à l'Association des amis de Robert Brasillach). Acquitté par le tribunal en décembre 1945, il sort de prison et épouse la nièce de Georges Suarez.

### Années 1950
Il entame ensuite une carrière dans la presse, en prenant tout d'abord le pseudonyme de Julien Guernec. Il est l'ami du romancier et journaliste Antoine Blondin et tente lui-même une carrière littéraire, étant alors rattaché au courant des Hussards. Il se spécialise un temps dans les chroniques humoristiques rédigées en argot parisien. Il prend le pseudonyme de François Brigneau pour entamer une carrière dans la presse à grand tirage, son premier pseudonyme étant désormais trop connu et marqué politiquement. En 1954, il obtient le Grand prix de littérature policière pour son polar La Beauté qui meurt.
Il a écrit pour Paroles françaises, journal du Parti républicain de la liberté (PRL) détenu par André Mutter, La Dernière Lanterne, Indépendance française, France dimanche, Le Rouge et le noir, Constellation, La Fronde, Rivarol, Ciné monde, L'Auto-Journal, Les Cahiers du Yachting. Il a été ensuite rédacteur en chef à Semaine du Monde, éditorialiste à Télé Magazine, grand reporter à Paris Presse-L'Intransigeant et à L'Aurore et enfin collaborateur à Minute où ses éditoriaux vengeurs, souvent dirigés contre le président Charles de Gaulle, contribuent à faire la réputation du journal. Il est un temps rédacteur en chef de Minute et en demeure l'éditorialiste vedette jusqu'au milieu des années 1980.

### Années 1960 à 1980
Lors de l'élection présidentielle française de 1965, il fait partie du comité de campagne de Jean-Louis Tixier-Vignancour, puis retourne au journalisme. En 1967, il est condamné à quinze jours de prison avec sursis et 2 500 francs d'amende pour diffamation envers Pierre Lazareff, qu'il avait accusé de manquer de patriotisme et d'être un « pourrisseur », « aux ordres du pouvoir gaulliste ».
Le 15 juin 1972, une bombe, déposée devant son domicile à Saint-Cloud, mutile un éboueur algérien, rendu manchot et aveugle. Légèrement blessé, François Brigneau dénonce lors d'un meeting à Paris le 23 juin les « gauchistes [qui] veulent tuer ».
Il rejoint en 1970 le mouvement Ordre nouveau, dans le cadre duquel il participe à la fondation du Front national, dont il est de 1972 à 1973 vice-président. Il en écrit la déclaration d'intention en 1972. Il s'en éloigne ensuite lors de la scission qui voit une partie de ses membres fonder le Parti des forces nouvelles (PFN). Il se rapproche plus tard à nouveau du FN, mais sans revenir dans l'appareil du parti. Il a collaboré en tant qu'éditorialiste, dans les années 1980 et 1990, à l'hebdomadaire National-Hebdo, dont la rédaction est domiciliée dans les locaux du Front national. Il fut également le responsable de la rubrique télévision de National-Hebdo, signant ses articles du pseudonyme féminin de Mathilde Cruz.
François Brigneau a également compté parmi les fondateurs du quotidien Présent, mais il s'en est éloigné en 1985 à la suite de désaccords avec le directeur de la rédaction Jean Madiran, portant sur son souhait de voir le journal se rallier au mouvement de Mgr Lefebvre ainsi que sur son soutien au négationniste Henri Roques.
Anticommuniste, François Brigneau s'emploie également régulièrement dans ses éditoriaux à dénoncer l'influence exercée selon lui par la communauté israélite. Il fut plusieurs fois condamné pour écrits antisémites par la 17e chambre correctionnelle de Paris, notamment :
- Le 25 mai 1979 à la suite de propos enregistrés pour la préparation d'un livre (F. Brigneau et son avocat, Georges-Paul Wagner, arguèrent, sans convaincre la justice, que ces propos étaient destinés à relecture et révision)[15] ;
- Le 24 juin 1981, il a été condamné par la 17e chambre correctionnelle du tribunal de grande instance de Paris à huit mille francs d'amende, à verser six mille francs au MRAP et à la Licra et à publier un communiqué judiciaire dans trois journaux, à la suite d'un article dans Minute, intitulé « Les silences d’Holocauste », qui reprenait, sur un ton encore plus virulent, les thèses de Robert Faurisson[16].
- Le 18 décembre 1986, la 1re chambre civile du tribunal de grande instance de Paris l'a condamné à verser quinze mille francs de dommages et intérêt à Anne Sinclair, pour injure publique envers un particulier. Le jugement observe que l'injure s'inscrivait « dans un contexte antisémite regrettable[17] ».
- Le 16 mai 1989, il fut condamné à 130 000 francs d'amende avec sursis, à verser 10 000 francs à Anne Sinclair, 15 000 francs à Philippe Alexandre, un franc symbolique à la LICRA et à publier le jugement dans neuf journaux[18]. François Brigneau avait — notamment — écrit dans National Hebdo du 6 novembre 1988 : « À 19 heures, Philippe Alexandre, marchand de bretelles à RTL, juif assimilé de tendance centriste, est reçu par la mamma, Haine Sinclaire, marchande de soutiens-gorge à TF1, juive (moins assimilée) de tendance socialiste. Rares sont les émissions de l'épanouie boulangère azyme où le Front national, son président et ses amis, ne soient pas agressés[19]. »
- Le 4 avril 1996, la 11e chambre de la cour d'appel de Paris l'a condamné à dix mille francs d'amende, à verser des dommages et intérêts à la LICRA et au MRAP ainsi qu'à la publication de jugement, pour provocation à la haine contre les Juifs. Dans un article intitulé « Faut-il que je me convertisse ? », paru dans National-Hebdo du 22 septembre 1994, François Brigneau, écrit la cour d'appel, « cherche à susciter chez le lecteur des sentiments d'indignation à l'égard des juifs présentés comme orgueilleux, ingrats, intolérants et repliés sur eux-mêmes ». Le 15 janvier 1998, la Cour de cassation a rejeté son pourvoi[20].

### Années 1990
En 1992, lors du non-lieu décidé par la cour d'Appel de Paris (non-lieu cassé ensuite par la Cour de cassation) à l'encontre de Paul Touvier (condamné par la suite à la réclusion criminelle à perpétuité), François Brigneau écrit :
« En 1945, les crimes commis par les Français qui s'étaient rebellés contre le gouvernement légitime et légal de leur pays furent absous, quelle que fût leur horreur […] et celle-ci ne manqua pas. En revanche, les crimes commis par les Français obéissant aux ordres du gouvernement légitime et légal de leur pays continuèrent d'être poursuivis et condamnés, longtemps après la Libération. […] La vraie revanche de l'humanité sur le crime, c'est la chambre d'accusation qui vient de la prendre. Elle a blanchi et libéré Touvier. […] Quant à moi, après ma mort, conclut M. Brigneau, je voudrais qu'une plaque fût apposée sur ma maison. On lirait ces mots : “Ici, pendant la chasse à l'homme, Paul Touvier et les siens furent reçus chaque fois qu'ils le désirèrent”. »
Lorsqu'éclata, fin 1998 et début 1999, la crise entre partisans de Jean-Marie Le Pen et ceux de Bruno Mégret, entre lesquels il ne voulait pas choisir, François Brigneau se résolut à quitter National-Hebdo et se brouilla avec Jean-Marie Le Pen, dont il était pourtant l'un des meilleurs amis. Après cette semi-retraite, il a toutefois continué d'assurer une chronique régulière dans Le Libre Journal de la France Courtoise, publication « décadaire » animée par Serge de Beketch.
François Brigneau a également animé plusieurs structures d'édition, les Éditions du Clan dans les années 1960, puis les Publications F.B., qui ont édité ses propres livres et ceux d'auteurs de la même mouvance de pensée, comme Les Mémoires de Porthos, souvenirs de l'ancien milicien Henry Charbonneau. Ayant cessé au début 1998 les activités des Publications F.B., il publie ensuite plusieurs livres sous le label Auto-édition F.B..

### Années 2000
Pour les élections européennes de juin 2009, François Brigneau écrit avoir été tenté de voter pour la « liste anti-sioniste » conduite par Dieudonné.
En 2010, une polémique éclate dans le monde du roman policier à cause de la décision des Éditions Baleine (plutôt rangées à l'extrême gauche et ayant publié la collection Le Poulpe) de rééditer le roman policier de Brigneau Faut toutes les buter, publié une première fois en 1951 sous le pseudonyme de Julien Guernec et sous le titre Pol Monopol. En réaction à cette décision, plusieurs auteurs du Poulpe (dont Didier Daeninckx) décident de se retirer des éditions Baleine, en signe de protestation contre la présence de François Brigneau au catalogue,. D'autres auteurs, dont Serge Quadruppani et Gérard Delteil, ont critiqué cette pétition en soulignant notamment qu'elle faisait de la publicité au livre de Brigneau.

## Vie privée et mort
Son épouse Sabine meurt en 2008 et il laisse quatre enfants.
Il meurt le 9 avril 2012 à Saint-Cloud (Hauts-de-Seine),,, à l'âge de 92 ans, et est inhumé au cimetière communal.

## Publications
- J'ai descendu un flic, éd. Froissart, 1947 (traduction du roman de Sam Ross)
- Les Propos de Coco-Bel-Œil, Froissart, 1947
- Belles amies du temps passé, Froissart, 1947
- Paul Monopol, Jean Froissart, 1951 + 1994 (François BRIGNEAU éditions) (réédité sous le titre Faut toutes les buter, Nouvelles presses mondiales, 1954 ; éd. Baleine, 2010)
- La Beauté qui meurt, André Martel, 1953 (Grand prix de littérature policière en 1954)
- L'aventure est finie pour eux, Gallimard, 1960
- Deux femmes, Albin Michel, 1963
- Mon après-guerre, Éditions du Clan, 1966
- Mon village à l'heure socialiste, La table ronde, 1982
- Jules l'imposteur Édition originale : Présent (avec une préface de Jean Madiran, 2e édition : Éditions Dominique Martin Morin, Bouère, octobre 1983. 180 p.)
- Le Notaire de Concarneau, éd. Martel, 1985 ; rééd. La Découvance, 2001
- Le Criminel de guerre, éd. Martel, 1985 ; rééd. Auda Isarn, coll. Le " Lys Noir " n°8, 180 p., 2019
- 1939-1940 : L'année terrible, Publications FB, 1990, 272 pages + annexe (textes publiés au cours de l'année 1989-1990 par National hebdo et Le Choc du Mois)
- 1792-1794 : La Terreur, mode d'emploi, Publications F.B., 1991, 384 p.
- Ses articles publiés dans la revue « Itinéraires »
- Collection « Mes Derniers cahiers » (Publications F.B., vingt-quatre volumes)
  - Première série :
    - no 1 : Pour saluer Mgr Lefebvre, juin 1991, 64 p.
    - no 2 : Un certain racisme juif : dénoncé par un fils de rabbin, septembre 1991, 72 p.
    - no 3 : Philippe Pétain : Le chef de guerre – Le chef de paix – Le chef de l'État nouveau – Le théoricien de la Révolution Nationale – Le maudit : Quarante ans après sa mort, 1991, 80 p.
    - no 4 : La haine anti-Le Pen : L'explosion du 2 novembre 1996 – L'affaire du « Détail » – La journaliste qui venait du show – Le montage de Carpentras – Citations au champ du déshonneur, 1992, 80 p.

  - Deuxième série :
    - no 1 : Mais qui est donc le professeur Faurisson ? : Une enquête, un portrait, une analyse, quelques révélations, 1992, 80 p.
    - no 2 : Le jour où ils tuèrent Philippe Henriot, septembre 1992, 72 p.
    - no 3 : Devine qui vient télédîner ce soir ?!? : Première service (copieux) : d'Alexandre Philippe à HANIN Roger, janvier 1993, 72 p.
    - no 4 : L'Interrogatoire : Une histoire ambiguë sur l'antisémitisme, la guerre, l'amour, la vieillesse, la mort et la tendresse homme-chien, 1993, 72 p.

  - Troisième série :
    - no 1 : Devine qui vient télédîner ce soir ?!? : Deuxième service : de Michel HONORIN à F.-H. DE VIRIEU, septembre 1993, 72 p.
    - no 2 : « Mon » Affaire Dreyfus
    - no 3 : 75 ans… : Un cahier anniversaire : Réponses à Anne Le Pape, avril 1994, 72 p.
    - no 4 : À Fresnes au temps de Robert Brasillach : 1. * La nuit du 16 octobre 1944, ** Cellule 348, Première division, septembre 1994, 72 p.

  - Quatrième série :
    - no 1 : À Fresnes au temps de Robert Brasillach : 2. Un rude hiver, octobre 1994, 72 p.
    - no 2 : À Fresnes au temps de Robert Brasillach : 3. * Avant le procès, ** Le procès, *** La mise à mort, décembre 1994, 88 p.
    - no 3 : Le Vote juif, juillet 1995, 80 p.
    - no 4 : Le Retour des morts-vivants : Attention ! La gauche revient et l'extrême-gauche arrive : Chronique des temps actuels, janvier 1996, 96 pages.

  - Cinquième série :
    - no 1 :  En réaction… – Trois histoires insolites, cruelles et politiquement incorrectes., avril 1996, 84 p.
    - no 2 : Le Tartuffe du porno : L'Affaire Jourdain, septembre 1996, 96 p.
    - no 3-4 : Le Racisme judiciaire (1944-1997) : Lettre à M. Toubon, ministre de la Justice, garde des Sceaux, février 1997, 152 p.

  - Sixième série :
    - no 1 : Un hold-up raté : Mon journal pendant la campagne électorale (avril, mai, juin 1997), juillet 1997, 120 p.
    - no 2 : Xavier Vallat et la Question juive : Pour le cinquantième anniversaire de son procès en Haute Cour, septembre 1997, 112 p.
    - no 3 : Avant de prendre congé : Réponses à Anne Le Pape (première partie), mars 1998, 88 p.
    - no 4 : Avant de prendre congé : Réponses à Anne Le Pape (deuxième partie), juin 1998, 88 p.
- François Brigneau en argot, deux tomes (Publications F.B., 1994) :
  - tome 1, De moi-mézigue à Coco-Bel-Œil (Nouvelles et Chroniques) ;
  - tome 2, Pol Monopol (avec préface inédite).
- Jean-Marie m'a tuer, Auto-Édition F.B., novembre 1999. 328 p.
- Mon journal de l'an 2000, Auto-Édition FB, mars 2001. 360 p.
- Si Mussolini était conté, Auto-Édition FB, 2006

## Prix
- Grand prix de littérature policière 1954 pour La Beauté qui meurt[31]